# Mongoolse leeuwerik
De Mongoolse leeuwerik (Melanocorypha mongolica) is een vogel uit de familie Leeuweriken (Alaudidae).

## Kenmerken
De leeuwerik heeft een roodbruin verenkleed met een grijze buik, de kop is getekend met een bruine streep boven en onder de witte wenkbrauwstreep. In de hals heeft de leeuwerik twee zwarte vlekken die met elkaar verbonden zijn. De tekening is niet bij alle soorten even uitgesproken.

## Verspreiding en leefgebied
De soort leeft van zuidelijk Rusland en Mongolië tot centraal China.

## Status
De grootte van de populatie is niet gekwantificeerd maar de soort wordt omschreven als schaars tot plaatselijk algemeen. Op de Rode lijst van de IUCN heeft deze soort de status niet bedreigd.